# ميودراغ كوستيتش
ميودراغ كوستيتش (بالصربية: Miodrag Kostić)‏ هو رائد أعمال صربي، ولد في 25 أغسطس 1959 في مدينة فرباس في صربيا.